# Chapelle du Père-Lachaise
Chapelle du Père-Lachaise, även benämnt Chapelle de l'Est, är ett kapell i Paris. Kapellet är beläget på begravningsplatsen Père-Lachaise i Quartier du Père-Lachaise i 20:e arrondissementet. Kapellet ritades i nyklassicistisk stil av arkitekten Étienne-Hippolyte Godde och uppfördes mellan 1820 och 1823.

## Bilder
| - Chapelle du Père-Lachaise. Målning från 1800-talet. - Chapelle du Père-Lachaise. Fotografi från cirka år 1910. |

## Kommunikationer
- Tunnelbana – linjerna   – Père Lachaise
- Busshållplats Père Lachaise – Paris bussnät, linje 71

### Webbkällor
- ”La chapelle du Père Lachaise” (på franska). Commission Diocésaine d'Art Sacré. L'Église Catholique à Paris. Arkiverad från originalet den 13 maj 2021. https://archive.md/sh9N0. Läst 13 maj 2021.